# اسکن (فیلم ۲۰۱۰)
اسکن 
(به تلوگویی: Varudu) فیلمی محصول سال ۲۰۱۰ و به کارگردانی گناسخوار است. در این فیلم بازیگرانی همچون آلو آرجون، آریا، بانو سری مهرا، سوهاسینی مانیراتنام، اشیش ویدیارتی، نثار، سایاجی شینده و سینگیتام سرینیواسا رائو ایفای نقش کرده‌اند.